# Vilhelm Dahlerup
Jens Vilhelm Dahlerup (4. august 1836 i Norup i Vindblæs Sogn – 24. januar 1907 i København) var én af 1800-tallets mest anvendte danske arkitekter. Han har tegnet et stort antal bygninger i København, der bidrog til at fremhæve den som en storby. Stilmæssigt arbejdede han inden for den europæisk orienterede historicisme. I en periode arbejdede han sammen med andre kunstnere om udformningen af orlogsskibenes udsmykning. Dahlerups væsentligste elev var Anton Rosen.

## Uddannelse og karriere
Dahlerup var søn af stiftsprovst Michael Henrik Ludvig Dahlerup og Susanne Marie født le Sage de Fontenay og fødtes i Norup Præstegård ved Mariager 4. august 1836. Hans første tegneundervisning blev ledet af adjunkt Emmerik Høegh-Guldberg i Aarhus Katedralskole, 1853 kom han til København og gennemgik fra 1856 Kunstakademiet, hvor han 1857 vandt den Neuhausenske Præmie i dekoration, 1858 den lille og store sølvmedalje, 1859 Æresmedaljen, 1860 den Neuhausenske Præmie i arkitektur, 1861 den lille og 1862 den store guldmedalje for opgaven en domkirke i gotisk stil. 1864-66 rejste han i udlandet for Akademiets store stipendium, 1871 blev han medlem af Akademiet, 1875 titulær professor. 1885 blev han gift med Marie Vilhelmine Koch, datter af provst Hans Peter Christian Koch og Alvilde Cordelia Vilhelmine f. Jensen. Dahlerup var elev af G.F. Hetsch og J.H. Nebelong. Han var Ridder af Dannebrog.

## Arkitektonisk stil
Dahlerup var først optaget af gotikken (hans guldmedaljeprojekt for en gotisk hovedkirke til København), men en stor studierejse, der bragte ham til Tyskland, Frankrig, Spanien og Italien, satte imidlertid skel i hans udvikling, og herefter blev det primært den italienske højrenæssances arkitektur, der stod ham nærmest. Han brugte således denne stil, eller elementer heraf, i sine monumentalbygninger. I øvrigt blev han en af de mest berejste arkitekter: Han besøgte det meste af Europa og kom også til USA.
I modsætning til Herholdts nationalt orienterede bygningsskole anvendte Dahlerup kun undtagelsesvis middelalderens stil med tegl som hovedmateriale, men som oftest i puds eller hugget sten fulgt renæssancens spor. Han stod i øvrigt helt uden for den debat om det internationale vs. det nationale, som Meldahl og Herholdt var de centrale aktører i. Til gengæld kan der spores en gradvis ændring i Dahlerups arkitektur fra pudsede facader henimod større anvendelse af blankmur og "ægte" Herholdtske materialer, fx i Statens Museum for Kunst, hvor tegl, granit og faxekalksten er hovedmaterialerne.

## Samarbejder
Dahlerup arbejdede ved sine bygninger ofte sammen med andre kolleger, der varetog de mere tekniske facetter af en opgave; således ved Københavns Toldbodbygning 1868, Iselingen herregård 1868 og Landboskolen i Lyngby 1868 sammen med Frederik Bøttger, ved Hotel d'Angleterre 1872, Villa Søro ved Frederiksdal 1884 og det med førstepræmie belønnede projekt til Statens Museum for Kunst 1886 sammen med Georg E.W. Møller, ved Det Kongelige Teater 1872-74 og Det Kjøbenhavnske Bygge-Selskabs ejendomme nr. 5, 7 og 9 i Ny Østergade sammen med Ove Petersen.
Ved byggeriet af Københavns Frihavn samarbejdede Dahlerup med havnebygmester H.C.V. Møller, ingeniør Asger Ostenfeld og havearkitekt H.A. Flindt.

## Tillidsposter
Dahlerup var medlem af utallige udvalg og komissioner; han var således jurymedlem ved
Verdensudstillingen i Philadelphia 1876, jurymedlem og arrangør ved Verdensudstillingen i Paris 1878. Han var kunstnerisk konsulent for Københavns Havnevæsen fra 1870 (se hans deltagelse i projektet for Københavns Frihavn 1889), for Orlogsværftet fra 1880 (krigsskibene Fyen, Valkyrien, Skt. Thomas osv.). Han var arkitekt for Tivoli, hvor det fantasifulde, maleriske Pantomimeteater fra 1874 er det vigtigste minde om hans virksomhed, ligesom han arrangerede flere større fester, f.eks. i Rosenborg Have 1869.

## Møbelarkitekt
I sin ungdom vaklede han mellem maler- og bygningskunsten, og på grund af sit dekorative talent kom han til at beskæftige sig en del med kunsthåndværket og leverede adskillige tegninger til Kunstflidslotteriet, f.eks. til det rigt udstyrede nøddetræs såkaldte dyremøblement i renæssancestil, ligesom han var kunstnerisk vejleder for P. Hertz' guldsmedeværksteder (f.eks. tempelopsatsen i forskelligartet materiale 1888) og Severin & Andreas Jensens Møbelværksteder (f.eks. det store nyrokokomøbel 1888). Endvidere kan i denne sammenhæng nævnes monumenterne over Frederik VII i Hillerød, L.N. Hvidt i Ørstedsparken, V. Topsøe på Assistens Kirkegård 1883 og Ivar Huitfeldt på Langelinie 1886 samt Dronning Louises Bro 1887.

## Værker
- H.I. Bies Bryggeri, forhuset, Adelgade 26, Hobro (1859, fredet 1986)[2]
- Herregården Knabstrups hovedbygning (1861-62)
- Lodshuset, Århus (1862)
- Strynø Kirke (1867)
- Hovedsæde for Københavns Havnevæsen ved Nordre Toldbod, København (1868, sammen med Frederik Bøttger, senere forhøjet med en etage af Einar Madvig 1938-39)
- Herregården Iselingens hovedbygning (1868, sammen med Bøttger)
- Landbrugsskole, Kongens Lyngby (1870, sammen med Bøttger)
- Herregården Bremersvolds hovedbygning (1872, nedrevet)
- Det Kongelige Teater (1872-74, sammen med Ove Petersen, fredet)
- Ny Østergade 5, 7 og 9, København (1873-75, sammen med Ove Petersen)
- Hotel d'Angleterre, Kongens Nytorv, København (1873-75, sammen med Georg E.W. Møller, nedbrændt i 1915 og genopført med en ekstra etage)
- Pantomimeteatret i Tivoli, København (1874, fredet)
- Gartnerbolig i Botanisk Have, Øster Farimagsgade, København (1874)
- C.F. Aagaards villa, Rosenvængets Allé 46, Rosenvænget, København (1875, fredet 1977)
- Professor Munchs Villa Marina, Adelgade 56, Nysted (1877-78)
- Vandkuranstalt i Kongens Have, København (1878, nedrevet)
- Højbro, København (1878, med gadelygter)
- Holmens Bro (1878, nedrevet)
- Børsbroen (1878, nedrevet)
- Bredgade 45, København (1880)
- Pakhus, Larsens Plads, København (1882, nedrevet)
- Ny Carlsberg Bryggeri (1880-83, fredet 2009)
- Tegning til dekoration af Det kongelige Teater (1883, fredet)
- Silkeborg Vandkuranstalt (1884)
- Villa Søro, Frederiksdal (1884, sammen med Georg E.W. Møller)
- Dronning Louises Bro, København (1885-1887, sammen med Charles Ambt, fredet)
- Jesuskirken i Valby (1885-91)
- Ombygning af Folketeatret, Nørregade, København (1885)
- Trækirke i San Francisco (1885)
- Langeliniepavillonen, København (1885, nedrevet 1902)
- Dronning Louises Børneasyl, Bjelkes Allé 45/Stefansgade 39, København (1888)
- Statens Museum for Kunst (1888-95, sammen med Georg E.W. Møller)
- Udvidelse af Århus Museum (1890-91)
- Ny Carlsberg Glyptotek (1891-97, fredet)
- Ændring af facaden på Severin & Andreas Jensens domicil, Kongens Nytorv 21, København (1892)
- Dipylonporten på Carlsberg (1892, fredet 2009)
- Københavns Frihavn med forskellige bygninger (1892-94, sammen med havnebygmester H.C.V. Møller og landskabsgartner H.A. Flindt, 1. præmie:
  - Silopakhuset på Midtermolen nedbrændt 1968
  - Skur 1 på Langeliniekaj nedrevet 1992
  - Pakhus 1 (Dahlerups Pakhus) fredet og ombygget 1997-99
  - Toldvagtsbygninger ved Århusgade og Langeliniekaj nedrevet
  - Mosaikker på Gefionbroen (af Asger Ostenfeld), restaureret 1999
- Langelinieskuret (1894)[3]
- Jorcks Passage (1893-95)
- Villa for klædefabrikant Brandt, Odense (1893-95)
- Søpavillonen, København (1894, fredet)
- Kampanilen ved Jesuskirken (1894-95)
- Lygtestandere ved Nordre Toldbod, København (1895, dragefigurer udført af Hans Christian Viggo-Hansen)
- Vejlefjord Sanatorium, nu Hotel Vejlefjord, ved Vejle Fjord (1897-99)
- Otto Mønsteds villa i Kristianiagade, København, nu Ruslands ambassade (1897-99)
- Ny Carlsberg maskinhus med snoet skorsten (1898-99, fredet 2009)
- Elefanttårnet på Carlsberg (1900-01, fredet 2009)
- Langebro, København (1901-04, nedrevet)
- Sluseværket i Kalveboderne med havneinspektørbolig, København (1901-04)
- Glyptotekets kuppel og vinterhave (1903-06, fredet)
- Karantænestation, Søndre Toldbod (nedrevet)

### Restaureringer
- Tårs Kirke, Lolland (1859-60)
- Egense Kirke, Fyn (1861)
- Nysted Kirke (1861)
- Sakskøbing Kirke (1863, udført af Ove Petersen)
- Opmåling af ruinen på Færøerne (1864)
- Sværdborg Kirke (1867)
- Roholte Kirke ved Fakse (1883-84)

### Konkurrencer og projekter
- Et monument for kong Victor Emanuel 2. i Rom (1882, præmieret)
- Statens Museum for Kunst (1886, 1. præmie sammen med Georg E.W. Møller)
- En gotisk frimurerloge i Oslo (1887, ikke udført)
- Ny Carlsberg Glyptotek (1888, 1. præmie)
- Københavns Frihavn (1889, 1. præmie sammen med H.C.V. Møller)
- Forslag til monument på Nikolaj Plads i København (offentliggjort 1896 i Illustreret Tidende)

### Mindesmærker og gravmæler
- Mindesmærket for Lauritz Nicolai Hvidt i Ørstedsparken (1877)
- Sokkel til statuen af Niels Ebbesen, Randers (1882)
- Mindesmærket for søhelten Ivar Huitfeldt, Langelinieparken (1886, 1. præmie)
- Mindesmærke for dræbte danske i 2. slesvigske krig ved Sankelmark (1890)
- Monument over Frederik VII i Hillerød
- Gravmæle for forfatter Vilhelm Topsøe, Assistens Kirkegård
- Gravmæle for skoleforstander V.C. Jacobsen (Assistens Kirkegård, sammen med Frederik Hammeleff)[4]
- Gravmæle for indenrigsminister H.P. Ingerslev (Nordre Kirkegård i Aarhus, 1897, sammen med Frederik Hammeleff)[5]

### Dekoration af skibe
- Krydserfregatten Fyen
- Krydserkorvetten Valkyrien
- Orlogsskonnerten St. Thomas
- Udsmykning af det russiske kejserskib Standart (Штандартъ)(1895)

### Møbler og dekorative arbejder
- Tempelopsats (1888, for P. Hertz' guldsmedeværksteder)
- Kurulstol i eg og læder (1884, for Severin & Andreas Jensens møbelværksteder)
- Chatol i nyrokokostil (1888, ditto)
- Dyremøblement i renæssancestil udført i nøddetræ (ditto)
- Møbler for Rud. Rasmussens Snedkeri